# تاريخ علاقات فرنسا الخارجية
يشمل تاريخ علاقات فرنسا الخارجية التحرّكات الدبلوماسية والعلاقات الخارجية الفرنسية وصولًا إلى العام 1958.

## فترة حكم البوربون 1453 - 1789

### لويس الرابع عشر ولويس الخامس عشر
خلال فترة الحكم الطويلة للويس الرابع عشر (من 1643 - إلى 1715) ولويس الخامس عشر (من 1715 - إلى 1774)، كان حجم فرنسا الجغرافي الثاني أوروبيًاً بعد روسيا، ولكنها كانت في المرتبة الأولى من ناحية القوة الاقتصادية والعسكرية. خاضت فرنسا عدة حروب مكلفة، وعادةً ما قامت بذلك لحماية نفوذها في اختيار الملوك في الدول المجاورة. وكانت الأولوية العظمى بالنسبة لفرنسا في ذلك الوقت هي منع تنامي قوة عائلة هابسبورغ الملكيّة التي حكمت النمسا وإسبانيا.
حدّدت الحروب المعالمَ الرئيسية للسياسات الخارجية في فترة حُكم لويس الرابع عشر، وصاغت شخصيّته المتفرّدة أسلوبه في التعاطي مع تلك السياسات. مدفوعًا «بعدة عوامل منها التجارة، والثأر، والكبرياء»، خلص لويس الرابع عشر إلى أن خوض الحروب كانت الطريقة المثلى في بناء مجده الشخصي، لدرجة أنّه حتى في أوقات السِلم كان اهتمامه منصبًّاً على الاستعداد للحرب القادمة. أوعز لويس إلى ممثليه الدبلوماسيين بأن عملهم يتلخّص في إيجاد امتيازات تكتيكية وإستراتيجية لصالح الجيش الفرنسي.
يمكن القول إن جنرالات الحرب لدى لويس الرابع عشر لم يكونوا بارعين كفايةً، ولكنه حظي بفريق دعم ممتاز من الموظفين. كان كبير المهندسين العسكريين لديه هو فوبان (1633-1707) الذي بلغ بفنون تحصين المدن الفرنسية وحصار مدن العدو درجة الكمال. طوّر وزير الاقتصاد جان-باتيست كولبير (1619-1683) النظام الاقتصادي بدرجة هائلة لكي يضطلع بدعم جيش قوامه 250.000 جندي. تدهور النظام الاقتصادي خلال حُكم لويس الخامس عشر، بسبب إنهاك الحروب للنظام الاقتصادي الذي راح يفقد كفاءته على نحوٍ متزايد. جعل لويس الرابع عشر فرنسا تتمتّع بالفخر الوطني، ولكن أفقرها اقتصاديّاً؛ فقد مالت الكفّة لصالح الأمجاد العسكرية والأبّهة الثقافية على حساب النموّ الاقتصادي.
خلال حُكم لويس الرابع عشر، خاضت فرنسا ثلاث حروب كُبرى: الحرب الفرنسية الهولندية، وحرب التسع سنوات، وحرب الخلافة الإسبانية. كما كان هناك صراعان أقلّ شأنًا: حرب أيلولة، وحرب إعادة التوحيد.
ضمّ لويس الخامس عشر لورين وجزيرة كورسيكا إلى فرنسا. رغم ذلك، هُزمت فرنسا هزيمة نكراء في حرب السبع سنوات (1754-1763) وأُجبرت على التخلّي عن مناطق سيطرتها في شمال أمريكا، حيث تنازلت عن فرنسا الجديدة لبريطانيا العظمى وعن لويزيانا إلى إسبانيا، وهو ما وّلد لديها إحساسًا بالمرارة دفعها لطلب الثأر في العام 1778 عبر دعمها للأمريكيين للانتصار بحرب الاستقلال. تركت قرارات لويس الخامس عشر آثارًا مدمّرة على فرنسا، وأفقرت الخزينة، وأفقدت العامة ثقتهم بالملكيّة المُطلقة التي أصبحت أكثر عُرضةً للريبة وأخيرًا التدمير، كما حصل في الثورة الفرنسية التي اندلعت بعد 15 عامًا من وفاة لويس. وصف نورمان ديفيس فترة حُكم لويس الخامس عشر بأنه كان «ركودًا مدمّرًا» اتّسم بالحروب الخاسرة، والنزاعات اللا-متناهية بين القصر الملكي والبرلمان، والحزازات الدينية. يدافع بعض الباحثين في التاريخ عن لويس، وتتلخص حجتهم في أن السمعة السيئة  للويس الخامس عشر إنما هي نتيجة لحملة بروباغندا هدفت إلى تبرير قيام الثورة الفرنسية. وصف جيروم بلوم لويس الخامس عشر بأنه «مراهقٌ جيءَ به للنهوض بمسؤوليات الرجال».

### خلال حرب الاستقلال الأمريكية
أدّت فرنسا دورًا محوريّاً في مساعدة الوطنيين الأمريكيين خلال حرب الاستقلال ضد بريطانيا بين الأعوام 1775 و1783. كانت فرنسا مدفوعةً بخصومتها الطويلة مع بريطانيا وبسعيها للثأر لخسارتها مناطق سيطرتها خلال حرب السبع سنوات، وهكذا بدأت ترسل الإمدادات إلى الأمريكان بشكل سري منذ العام 1775. في العام 1777، هزم الأمريكان القوة البريطانية الغازية في معارك ساراتوجا، مُثبتين بذلك فعاليّة ثورتهم. في العام 1778، اعترفت فرنسا بالولايات المتحدة الأمريكية كدولة مستقلّة ذات سيادة، ودخلت معها في حلف عسكريّ لخوض الحرب ضد بريطانيا. أنشأت فرنسا تحالفات مع هولندا وإسبانيا، وقدّمت للأمريكان السلاح والمال، وأرسلت جيشًا مقاتلًا وضعته تحت إمرة الجنرال جورج واشنطن، وأرسلت قوة بحريّة منعت الجيش البريطاني الثاني من الهروب من يوركتاون في العام 1781.
بحلول العام 1789، بلغ دَين فرنسا 1.3 مليون جنيهًا فرنسيًّاً بسبب خوضها تلك الحرب. «سبب ذلك أزمة مالية في فرنسا نفسها، ونجم عنها صراع سياسي بخصوص فرض الضرائب والذي أصبح فيما بعد أحد العوامل التي اندلعت الثورة الفرنسية بسببها». لم تأخذ فرنسا بثأرها من بريطانيا، ولم تكسب الكثير ماديًّاً، وأضعفت ديونها الكبيرة الحكومة ومهّدت الطريق لنشوب الثورة الفرنسية في العام 1789.
خدم بنجامين فرانكلين كسفير أمريكا في فرنسا من العام 1776 وحتى 1785. التقى فرانكلين بالعديد من الشخصيات القيادية، من دبلوماسيين، وأرستقراطيين، ومثقفين، وعلماء، ورجال اقتصاد. داعبت صورة فرانكلين وكتاباته مخيّلة الفرنسيين، إذ راحت صوره تُباع في الأسواق، وأصبح أيقونة ثقافية بالنسبة للفرنسيين كمثال الأمريكي الجديد، بل واعتُبر بطلًا لدى الطامحين في بناء نظام جديد في فرنسا.

## خلال الثورة الفرنسية وفترة نابليون: 1789 - 1815

انسحاب نابليون بونابرت من موسكو، بريشة أدولف نورذرن.

### الثورة الفرنسية
بسبب الهدف المُعلن للجمعية الوطنية التي جاءت بها الثورة الفرنسية لتصدير الثورة، وإعدام لويس الخامس عشر ملك فرنسا بالمقصلة، وفتح الفرنسيين لنهر سخيلده، تألف تحالف عسكري أوروبي ضد فرنسا، ضمّ كلّاً من إسبانيا، ومملكة نابولي، وبريطانيا العظمى، وهولندا، والنمسا، ومملكة بروسيا فيما عُرف باسم التحالف الأول (1792-1797). كان هذا أول جهد مشترك من جهة القوى الأوروبية الكبرى لاحتواء خطر الثورة الفرنسية. تشكّل التحالف بعد بدء الحروب ضد فرنسا.
اتجهت الحكومة الجمهورية في باريس في اتجاه متطرّف بعد انقلاب دبلوماسي نفّذه اليعاقبة، وصرّحت بأنها ستكون «حربًا شاملة» ودعت إلى النفير العام للجنود. هُزمت القوات الملكيّة الغازية في طولون في العام 1793، الأمر الذي ترك القوات الجمهورية الفرنسية في حالة هجوم، وشهد بزوغ نجم بطل شابّ اسمه نابليون (1769-1821). بعد انتصارهم في معركة فلوروس، احتلّ الفرنسيون بلجيكا وراينلاند. وبعد غزو الفرنسيين لهولندا، أسسوا فيها جمهورية دمية، باسم الجمهورية الباتافية. أخيرًا، وُقّعت اتفاقية سلام بين فرنسا، وإسبانيا، ومملكة بروسيا في العام 1795 في بازل.

### الحروب النابليونية
بحلول العام 1799، كان نابليون قد استولى على السلطة في فرنسا، وأثبت نفسه في مجال الحرب وبناء شبكات التحالفات. قادت بريطانيا العديد من التحالفات المتقلّبة لمعارضة نابليون. بعد هدنة قصيرة في 1802-1803 استمرّت الحرب. في العام 1806 انضمت مملكة بروسيا إلى بريطانيا وروسيا، وهكذا نشأ التحالف الرابع. لم يكن نابليون وحده في الساحة نظرًا لعقده العديد من التحالفات المتشابكة ونفوذه على الدول الأصغر. هزم الجيش الفرنسي الأقلّ عددًا الجيشَ البروسي في يينا-أويرشتيت في العام 1806؛ واستولى نابليون على برلين وتوغّل شرقًا نحو بروسيا الشرقية. وهناك هُزمت الإمبراطورية الروسية في معركة فريدلند (في 14 يونيو 1807). أملى نابليون شروطه للسلام في معاهدات تيليست، التي نصّت على انضمام روسيا إلى الحصار القارّي، كما سلّمت بموجبها بروسيا نصف أراضيها إلى فرنسا. أُنشئت دوقية وارسو فوق تلك الأراضي، وانضمت القوات البولونية بأعداد ضخمة إلى الجيش الفرنسي الكبير.
بعد ذلك اتجه نابليون غربًا، للتعامل مع بريطانيا. بقيت دولتان أوروبيتان على الحياد في الحرب: السويد والبرتغال التي التفت إليهما نابليون لاحقًا. نشأ عن معاهدة فونتينبلو تحالفٌ فرنسي إسباني ضد البرتغال نظرًا لأطماع إسبانيا في الأراضي البرتغالية. دخلت الجيوش الفرنسية إسبانيا للهجوم على البرتغال، ولكنها أخذت الإسبان على حين غِرّة واستولت على جميع قلاعهم، واحتلّت المملكة الإسبانية. بعد تخلّي الملك الإسباني كارلوس الرابع عن العرش، نُصّب جوزيف بونابارت، أخو نابليون، ملكًا على إسبانيا.